# 7320 Поттер
7320 Поттер (7320 Potter) — астероїд головного поясу, відкритий 2 жовтня 1978 року.
Тіссеранів параметр щодо Юпітера — 3,180.